# Иво Санадер
Иво Санадер (Сплит, 8. јун 1953) је хрватски политичар. Био је председник Владе Републике Хрватске од 2003. до 2009. године.
Студирао је компаративну књижевност у Аустрији, где је радио као новинар, у маркетингу и издаваштву и као приватни предузетник. Године 1990. кратко је водио позориште у Сплиту пре него што је постао министар за науку и технологију као члан Хрватске демократске заједнице (ХДЗ). Убрзо након тога прешао је у дипломатију кад је у два мандата био заменик министра спољних послова.
За лидера ХДЗ-а изабран је 2000, 2002, 2005. и 2008. године. Победио је на првим парламентарним изборима 2003. године као лидер ХДЗ-а поставши тако осмим премијером Хрватске. За премијера је поново изабран након парламентарних избора 2007. године. Почетком јуна 2009. године изненада је поднео оставку на место премијера и председника странке без јасног објашњења за своје поступке, па и уз гласине о умешаности у различите кривичне предмете. У јануару 2010. године је покушао да изведе политички повратак у ХДЗ, али је након тога избачен из странке.
Крајем 2010. хрватске власти против њега дижу две велике оптужнице за корупцију, међутим, он тада бежи из земље и бива ухапшен у Аустрији. Хрватској је изручен у јулу 2011. године. У новембру 2012. године првостепеном пресудом је осуђен на 10 година затвора.

## Приватни живот и образовање
Рођен је у Сплиту, НР Хрватска (ФНР Југославија), у сиромашној католичкој радничкој породици са троје браће и сестром. Материјално скромна породица Санадерових није могла приуштити школовање четворо дјеце те је стога Ивина мајка замолила ректора сплитске Надбискупске класичне гимназије да прими Иву на школовање. Пружену прилику Иво је искористио и исказао се као одличан ученик. По завршетку гимназије одлази у Рим на студије филозофије. Но, убрзо увиђа како му се тамо баш и не свиђа те се враћа у Сплит. Након повратка у родни Сплит упознаје своју будућу супругу Мирјану Шарић с којом ће се 1978. године и венчати.
Након венчања Иво, Мирјана и Ивин млађи брат Миро напуштају Сплит и одлазе у Инзбрук, у Аустрију. Његова супруга је студирала археологију, док је Иво студирао компаративну књижевност и романске језике на Универзитету у Инзбруку. Током тог времена, Санадер је извештавао за загребачки спортски лист "Спортске новости“. Дипломирао је 1982. године на тему Назор о свету у позоришном делу Жана Аноуила.
Након завршетка студија брачни пар Санадер враћа се у Хрватску. По повратку Иво први посао проналази у маркетиншком одељењу Далмацијатуриста, али се није дуго задржао. Ново радно место налази у издавачкој кући Логос где се запошљава као програмски уредник 1983. године. Пет година касније (1988) постаје главни и одговорни уредник Логоса. У то време ради и на уређивању часописа "Могућности“. Каријеру у издавачкој кући прекида изненадни отказ.
Санадер одлучује да се с породицом врати у Аустрију где оснива два приватна предузећа. Из Аустрије сарађује с магазином "Старт" који је у то доба био веома популаран. Санадер је тада радио у агенцији "Мајер Прес" с којом је Старт договорио набавке популарних слика пинап девојака.

## Политичка каријера

### Почеци у 1990—им
За разлику од многих хрватских политичких фигура своје генерације, Санадера није био политички активан у својим млађим годинама - нити као члан Савеза комуниста Хрватске, нити као дисидент у прогонству од комунистичких власти.
Када је крајем 1980—их у Југославији вратио вишепартијски систем Санадер је у Аустрији 1990. године оснива огранак Хрватске демократске заједнице. Тада остварује прве контакте с лидером ХДЗ-а Фрањом Туђманом. Након тога враћа се у Сплит пред почетак Рата у Хрватској где се запослио као интендант сплитског Хрватског народног позоришта.
На парламентарним изборима 1992. године изабран је за посланика у Представничком дому Сабора Републике Хрватске, међутим улази у хрватску владу Хрвоја Шаринића у којој је био министар науке. Министар науке био је до 7. јануара 1993. године, када постаје заменик министра спољних послова прво Зденка Шкрабала а за време владе Никице Валентића и министра Мате Гранића. На новом радном месту највећи успех бележи у трену када успева договорити укидање виза за хрватске држављане који путују у Грчку. Заменик министра је био до јесени 1995. године.
Крајем новембра 1995. постаје шеф Кабинета хрватског председника Фрање Туђмана и генерални секретар Савета одбране и националне безбедности након што је Хрвоје Шаринић разрешен те дужности на сопствени захтев. У јануару 1996. године постаје члан Заједничког вијећа за сарадњу између Хрватске и Федерације Босне и Херцеговине. Годину дана касније Шаринић се враћа у Кабинет председника тако да се Санадер враћа у Министарство спољних послова.
У Министарство спољних послова 1996. године враћа се на место заменика министра где је био до 2000. године. Тадашњи министар у влади Златка Матеше био је Мате Гранић. У то време Санадер вредно ради на успостављању хрватских односа са Израелом. Врхунац тих напора сусрет је с израелским замеником министар спољних послова Еитаном Бентсуром у Будимпешти 1997. године после чега су успостављена дипломатски односи између ове две државе.

### Вођа опозиције
Године 2000, после смрти Фрање Туђмана, ХДЗ је претрпео пораз на четвртим парламентарним изборима. Поред тога, њихов Мате Гранић кандидат такође није успео да уђе у други круг председничких избора на којима за хрватског председник изабран Стјепан Месић. После тога Гранић напушта Странку и формира Демократски центар у нади да ће привуче умерене струје из ХДЗ-а. Унутарстраначки избори у ХДЗ-у уследила у априлу те године на којима је Санадер однео победу као компромисно решење. На парламентарним изборима 2000. године изабран је по други пут у Хрватски сабор. У овом мандату био је потпредседник Одбора за спољну политику, члан Одбора за образовање, науку и културу, Одбора за међупарламентарну сарадњу и Извршног одбора Националне групе Хрватског сабора при Интерпарламентарној унији.
На самом почетку, Санадер је критиковао непопуларни Међународни кривични трибунал за бившу Југославију због оптужница против генерала Хрватске војске. Године 2001. учествовао је у масовном митингу против оптужнице за ратне злочине против генерала Мирка Норца. Санадер је такође критиковао премијер Ивицу Рачана и његову Владу због става према Хашком трибуналу. После је постепено почео да дистанцира странку и себе из протеста омекшавајући критике према влади.
Санадер је као председник ХДЗ-а фокусирао своје напоре према трансформацији ХДЗ-а у модерну проевропску партију десног центра. Међутим, његов курс се оспорава од стране конзервативног крила странке коју предводи Ивић Пашалић. Врхунац овог сукоба десио се на изборној страначкој скупштини 2002. године. Санадер, подржан од стране Владимира Шекса и Бранимира Главаша, успео да освоји свој други мандат као председник ХДЗ-а. Пашалић је после напустио странку и формирао своју странку Хрватски блок с којом није успео да привуче многе од својих бивших присталица из ХДЗ-а.
Санадер се после тога могао посветити томе на победи Ивицу Рачана и његову коалицију левог центра на парламентарним изборима 2003. године. ХДЗ је победио на тим изборима, али није освојила апсолутну већину у Сабору.

### Први мандат на месту премијера (2003—2007)
После победе на изворима Санадер је предложен за премијера од стране председника Хрватске Стјепана Месића 9. децембра 2003. године. У пост-изборним преговорима успео је добити подршку посланика из Хрватске странке пензионера и Самосталне демократске српске странке. Службено је именован премијером када је Сабор изгласао предлог са 88 од укупно 152 гласова 23. децембра 2003. године.
Главни циљ Санадерова влада је био улазак Хрватске за у Европску унију и НАТО. Као резултат успешног спровођења Споразума о придруживању - потписан са Европском унијом у 2001. години - Хрватска је постала званични кандидат за улазак у ЕУ.
Санадеров ХДЗ је настојао да успостави боље односе са мањинским странкама и да промовише права мањина. Међу другим факторима који су допринели позитивном мишљењу Европске комисије и Савета Европе у вези приступа Хрватске ЕУ били су сарадња са Хашким трибуналом, наставак привредног раста и усклађености државе са политичким и економским критеријумима утврђеним у Копенхагену 1993. године од Савета Европе.
Санадер је био последњи државник који је посетио папу Јована Павла II у Ватикану, у фебруару 2005. године, неколико недеља пре његове смрти 2. априла 2005. У октобру 2005. године, после формалног почетка преговора о приступању Хрватске ЕУ, истраживања јавног мњења показала су да је Санадер најпопуларнији хрватски политичар.
Као премијер Санадер је имао блиске односе са другим умереним конзервативних политичара у Европи: укључујући тадашњег аустријског канцелара Волфганга Шисела, тадашњег премијера Баварске Едмунда Штоибера, канцеларку Немачке Ангелу Меркел, као и ирског премијера Бертија Ахерна. Влада је доживела неколико промена током мандата Санадера, пре свега одласка министра спољних послова Миомира Жужула који је оптужен за сукоб интереса. Поред тога, Санадерова влада је оспорила растућу плиму евроскептицизма у земљи.
Весна Шкаре-Ожболт је изјавила да Санадер поседује колекцију сатова у вредности преко 150.000 евра које му није пријавио у имовинској картици. Бивши министарка правде Шкаре-Ожболт из Санадерове владе била је једина која је пријавила Санадера Комисији за сукоб интереса. У јулу 2006. године опозиција је прозвала Санадера у "Афери Плива" где га је оптужила за фиксирање продаје фармацеутске компаније "Плива" америчкој компанији Бар Фармацеутилалс. Такве оптужбе против Санадера су одбачене. Почетком 2007. године недељник "Национал" је објавио да је Санадер био део двема банкротираним предузећима у Аустрији, и да је добио мито од тајкуна у 1995. и 1996. години у износу од 800.000 немачких марака.

### Други мандат на месту премијера (2007—2009)
После парламентарних избора 2007. године, који су довели до нејасне ситуације о томе ко добија мандат да формира владу, Санадер је изашао као победник када му је председник Стипе Месић дао други мандат. Овога пута Санадер је формирао коалицију са Хрватском сељачком странком, Хрватском социјално-либералном странком и СДСС-ом. Сабор је изгласао поверење новој Влади 12. јануара 2008. године. За једног од потпредседника у другој Санадеровој влади именован је представник српске националне мањине у Хрватској Слободан Узелац, који је тако постао први Србин на тој функцији.
По четврти пут изабран је за председника ХДЗ-а на скупштини 26. априла 2008. године.
Делимично због глобалне рецесије која је појавила у време другог Санадера мандата, привредни раст Хрватске је у био застоју док су директне стране инвестиције успорене. Док је приказивање симптоме економског пада поделио већину грађана, пад хрватске привреде током мандата Санадера је појачан у односу на Србије и Црне Горе које су стекли веће инвестиције због реформи. Реформе правосуђа у Хрватској су заустављене а проблем катастар није решен. Преко 1,3 милиона судских предмета (у земљи од 4,1 милиона становника) су се тек требали решити у 2009. години.
Дана 1. јула 2009. године Санадер је објавио своју оставку на месту председника Владе Хрватске и на месту председник ХДЗ-а, као и његово комплетно повлачење из активне политике, додајући да нема намеру да се врати. Оваква одлука Санадера дошла је као "велико изненађења", док су хрватске медији видели Санадера као кандидата на предстојећим председничким изборима. Хрватски сабор је прихватио Санадерову оставку 2. јула 2009. године и о томе обавестио председника Републике. За своју наследницу на месту хрватској премијера и председника ХДЗ-а одредио је Јадранку Косор. Санадер је после изабран за почасног председника ХДЗ-а.

### Повратак у политику (2009—2010)
На Глобалном креативном економском самиту у септембру 2009. године, Санадер је говорио о преласку Хрватске из тешко контролисане привреде у ужурбану привреду "засновану на знању“. Према Санадеру, неговање "конкурентности у свакодневном животу" одиграло је важну улогу у овом процесу.
У супротности са својим ранијим изјавама (од 1. јула 2009), Санадер је објавио 3. јануара 2010. године да ће се вратити на активнију улогу у политици, наводећи да је његова одлука о повлачењу била грешка, те да је ХДЗ "победничка странка, а не странка која освоји 12% гласова", коју је изјавио након првог круга председничких избора. Подржало га је десетак заступника ХДЗ-а, укључујући и Луку Бебића, али нико од чланова Владе Јадранке Косор. Неколико заступника касније је негирало повезаност са Санадером и тврдили су да су били преварени.
Након целодневног сусрета, вођство ХДЗ-а 4. јануара 2010. године предвођено Јадранком Косор избацило је Санадера из странке. Од 22 чланова председништва странке, 16 су гласали за избацивање, три су били против (Лука Бебић, Марио Зубовић и Дамир Поланчец) и два суздржана (Бјанка Матковић и Петар Селем). Санадер није био присутан на састанку.
Санадер је искористио своје право да као независни посланик уђе у Сабор 22. октобра 2010. године, односно заузме место које је као носилац листе ХДЗ-а освојио на парламентарним изборима 2007. године.

### Хапшење у Аустрији
Након што је 9. децембра 2010. објављено да Државно тужилаштво Републике Хрватске од Хрватског сабора тражи укидање заступничког имунитета ради покретања казненог поступка, Иво Санадер је свега неколико сати након тога напустио Хрватску. Након што му је Хрватски сабор скинуо имунитет, издата је потерница. Терети га се за почињење казненог дела удруживања за почињење казненог дела и злоупотребу положаја и овлашћењу. Санадер је ухапшен следећег дана у Аустрији и приведен у Земаљски суд у Салзбургу. Хрватске власти замрзла су сву његову имовину и банковне рачуне те формално поднели захтев за екстрадицију 13. децембра.

### Изручење и суђење
Аустрија је Санадер изручила Хрватској 18. јула 2011. године када је пребачен у затвор Реметинец у Загребу. На првом саслушању 28. октобра, жалио се на срчане проблеме и да није ни знао да га одведе на суд. Након саслушања тога дана, судија Иван Турудић је одлучио на одгоду, а Санадер је одведен у болницу. Након одгоде следеће рочиште је одржано у децембру 2011, а Санадер је пуштен на слободу уз кауцију од 12,4 милиона куна 16. децембра 2011. године. У јануару 2012. године саопштено је да је Санадер пред новим оптужбама за корупцију. УСКОК је укључио Санадера у истрагу о финансијским неправилностима у државном предузећу "Хрватска електропривреда" (ХЕП) које укључују губитке од 650 милиона куна, а на основу изјава сведока да је Санадер примио мито да осигура ниже цене електричне енергије.
У мају 2012. године објављено је да би Санадер могао бити поново оптужен за кривично дело корупције. Наводи се да би он могао бити оптужен за учешће у организовању продаје електричне енергије хрватском петрохемијском предузећу "Диоки Група" по ценама испод тржишних, чиме је оштећена државна електроенергетска компанија ХЕП с неколико милиона куна. Бивши директор и власник Диокиа Иван Мравак и Роберт Јежић би се такође могли суочити са оптужбама.
У септембру 2012. подигнута је пета оптужница против Иве Санадера због оштећења државног буџета за 26 милиона куна. Тужиоци су тврдили да штета је нанета продајом зграде, који је саградила фирма Фиолић, Министарству регионалног развоја за више од два пута од цене по којој зграда заправо вреди.
Првостепеном пресудом 20. новембра 2012. године Санадер је осуђен на 10 година затвора. Он је постао највиши функционер у Хрватској осуђен за корупцију. Санадер је негирао злоупотребе и навео да је његово суђење било политички мотивисано. Судија Иван Турудић, рекао је да је Санадер понизио Хрватску, додајући да је користио свој кабинет за своје лично богаћење, а не за опште добро. Санадер је пребачен из суда у затвор Реметинец.

## Приватно
Ожењен је својом љубављу из гимназијских дана Мирјаном с којом има две ћерке, Петру и Бруну. Супруга ради на Одјелу за археологију Филозофског факултета у Загребу на радном месту предавача. Један брат Иве Санадера је свештеник, а други је просветни радник док је сестра редовница. Санадерова бака је сестра Анте Топића Мимаре.
Објавио је и две књиге: И ружичасто је црно, те Феномен парфема. У сарадњи са Антом Стамацем саставио је антологију хрватске ратне лирике У овом страшном часу, која је касније преведена на десетак језика. Члан је Друштва хрватских књижевника и хрватског центра ПЕН клуба.
Говори четири страна језика: енглески, француски, немачки и италијански.

### Признања
- 1993 - Почасни чин пуковника Оружаних снага Хрватске
- 1995 - Ред кнеза Трпимира с огрлицом и Даницом[26]
- 2007 - Баварски Орден за заслуге
- 2008 - Велики ред краљице Јелене с лентом и Даницом[27]